# Bruce Beutler

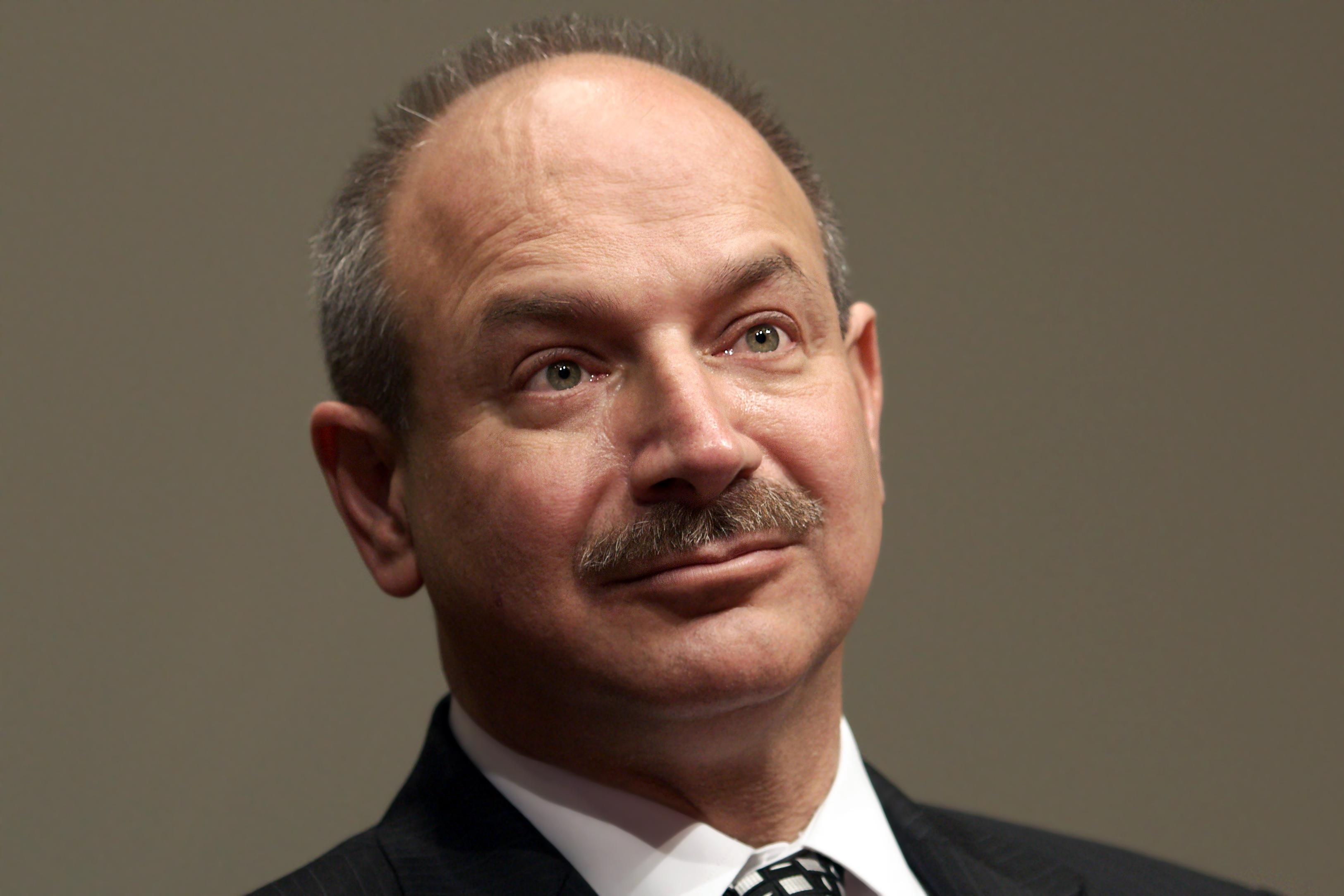
Bruce A. Beutler, 2011

Bruce Alan Beutler (sinh ngày 29 tháng 12 năm 1957 tại Chicago, Illinois) là nhà miễn dịch và di truyền học Mỹ. Ông và Jules A. Hoffmann, và Ralph M. Steinman (truy tặng) đã cùng nhận giải Nobel Y học năm 2011 vì các khám phá của họ về hệ miễn dịch bẩm sinh (một nửa khác đã đi để Ralph M. Steinman cho "khám phá của ông về các đuôi gai di động và vai trò của nó trong khả năng miễn dịch thích ứng ").
Beutler là Giám đốc của Trung tâm Di truyền của Host Defense at UT Southwestern Medical Center. Ông là một giáo sư và Chủ tịch của Sở Di truyền học tại Viện Nghiên cứu Scripps, La Jolla, California, USA. Cha của ông, Ernest Beutler, nhà di truyền học y khoa và huyết học, cũng là một giáo sư và Chủ tịch Cục Scripps. 
Beutler là Giám đốc của Trung tâm Di truyền Quốc phòng chủ tại Trung tâm y tế UT Southwestern. Ông là một giáo sư và Chủ tịch của Sở Di truyền học tại Viện Nghiên cứu Scripps, La Jolla, California, USA. Cha của ông, Ernest Beutler, nhà di truyền học hematologist và y tế, cũng là một giáo sư và Chủ tịch Cục Scripps. [2]

## Giáo dục
Giữa năm 1959 và 1977, Beutler sống ở miền Nam California. Beutler đã học phổ thông trung học tại trường bách nghệ ở Pasadena, California. Beutler học đại học tại Đại học California, San Diego, tốt nghiệp ở tuổi 18 vào năm 1976. Ông ghi danh vào trường y khoa tại Đại học Chicago vào năm 1977 và nhận bằng bác sĩ vào năm 1981 ở tuổi 23.
Trong thời thơ ấu và những năm đầu vị thành niên, Beutler phát triển một mối quan tâm lâu dài trong khoa học sinh học. Một số kinh nghiệm hình thành của mình trong sinh học bao gồm nghiên cứu trong phòng thí nghiệm của cha ông, và sau đó, trong phòng thí nghiệm của Susumu Ohno, là một nhà di truyền học động vật có vú được biết đến với công việc của mình về sự tiến hóa, cấu trúc gen, và sự khác biệt giới tính. Ngoài ra, ông làm việc trong phòng thí nghiệm của Abraham Braude, một chuyên gia về sinh học lipopolysaccharide (LPS), còn được gọi là nội độc tố, và Patricia Spear, một người mô tả virus Herpes simplex. Sau đó, Beutler thực hiện nghiên cứu sâu rộng trên cả hai LPS và herpesviruses, nhằm mục đích chủ yếu ở sự hiểu biết sức đề kháng chủ bẩm sinh bệnh truyền nhiễm, thường được gọi là miễn dịch bẩm sinh.